# 品川区立日野学園
品川区立日野学園（しながわくりつ ひのがくえん）は、東京都品川区東五反田にある公立の義務教育学校。小中一貫教育を行う全国初の施設一体型公立の学校であり、品川区の1校目。2006年4月開校。2016年4月、義務教育学校に移行した。

## 概要
2003年に小中一貫特区として認定され、品川区の全小中学校が特区研究開発学校として研究を開始。2006年、大崎地区の区立第二日野小学校と区立日野中学校を一体化し校舎を新築して「品川区立小中一貫校日野学園」と称した。これまでの6・3制を廃止し、9ヵ年を4・3・2年で分ける4・3・2制を採用、児童生徒の能力を伸ばし新しい教育を開発していく方針。2016年度から学校教育法の一部改正により義務教育学校となり、第二日野小学校・日野中学校を正式に廃止して品川区立日野学園を新設した。
小中一貫校増加の大きな要因として少子化による児童･生徒の減少が挙げられる。
学校のシンボルは梟である。
中学生が小学1年生の面倒をみるB&S活動がある。
また、リボン（ネクタイ）の色は学年によって違う。
リボン（ネクタイ）があるのは5年生からで、5~7年は赤、8~9年は青色の物を着用している

## 沿革
- 2006年（平成18年）
  - 3月27日 - 校舎落成式。
  - 4月1日 - 品川区立小中一貫校日野学園として開校。
- 2010年（平成22年）5月1日 - 開校五周年記念式典挙行。[2]
- 2015年（平成27年）5月16日 - 開校10周年記念式典挙行。
- 2016年（平成28年）4月1日 - 義務教育学校品川区立日野学園開校。同日、品川コミュニティ・スクール・日野学園校区教育協働委員会・学校支援地域本部設置。

## 教育方針
教育目標
「国際社会で自己実現を果たす児童・生徒の育成」
　国際社会で自己実現を果たす児童・生徒の育成の視点に基づき、これからの厳しい社会を生き抜く力を児童・生徒に身につけさせるために、施設一体型一貫校として効果的、効率的な教育活動を推進する。そのために、学校教育目標を新たにし「学力の育成」と「生活力の育成」の2本の柱を中心にとして教育活動を推進する;
校訓
つかれたという言葉は　その人をつかれさせ
もうだめだという気持ちは　そのひとをだめにする
瞬間だけに生き　その余韻に満足することは　停滞のはじまりである
くずれたあたたかみで　心をうめつくすな
常にひとすじの意思をもとう　すきとおった心をもとう

## 学校行事（2006年度の例）
- 4月 - 始業式・入学式・交通安全教室・新入生歓迎会・修学旅行（第9学年）
- 6月 - 音楽鑑賞会（第8学年）・運動会・避難訓練
- 7月 - 避難訓練・職場体験（第8学年）・終業式
- 8月 - サマースクール・林間学校日光方面（第5学年）
- 9月 - 始業式・ふれあい給食
- 10月 - 体育大会・音楽会・文化祭
- 12月 - 避難訓練・終業式
- 1月 - 冬季休業・始業式・作品展
- 3月 - 球技大会・卒業生を送る会・卒業式・修了式

## 交通
- 所在地
  - 〒141-0022 東京都品川区東五反田2丁目11番地1号
- アクセス
  - JR山手線・湘南新宿ライン「大崎駅」徒歩5分
  - JR山手線、東急池上線、都営地下鉄浅草線「五反田駅」徒歩8分
  - 都営バス反96系統東五反田3丁目下車徒歩5分
  - 東急バス渋41系統大崎駅下車徒歩5分
  - 東急バス渋72系統五反田駅徒歩5分

## 出身著名人
- 品川区立第二日野小学校
  - 西沢道夫　-  元プロ野球選手。初代「ミスタードラゴンズ」・元中日ドラゴンズ監督。野球殿堂入り（1977年）。
- 品川区立日野中学校
  - 泉ピン子 1963年卒業
  - 後藤次利 1967年卒業
  - 新垣仁絵（SPEED）1997年卒業
  - 上原多香子（SPEED）1998年卒業
  - 今井絵理子（SPEED）1999年卒業
  - 島袋寛子（SPEED）2000年卒業
- 品川区立日野学園
  - 志保
  - 並木瑠璃
  - 武藤千春（Flower）[3]
  - 市來杏香（Flower）
  - 渡部麗那（eyes）

## 入学希望申請状況

### 前期課程（小学校）
| 年度   | 住民基本台帳に よる入学予定者数 | 他の学区 からの 希望者数 (+) | 他の学区 への 希望者数 (-) | 入学 希望者 数 | 受入可能 生徒数 | 備考                 |
| ------ | ------------------------------- | ---------------------------- | -------------------------- | -------------- | --------------- | -------------------- |
| 平成30 | 85                              | 59                           | -18                        | 126            | 90              | 平成29年11月10日現在 |
| 平成31 | 70                              | 65                           | -20                        | 115            | 90              | 平成30年11月9日現在  |
| 令和2  | 88                              | 30                           | -16                        | 102            | 90              | 令和元年11月5日現在  |
| 令和3  | 74                              | 45                           | -9                         | 110            | 90              | 令和2年11月20日現在  |
| 令和4  | 75                              | 33                           | -9                         | 99             | 90              | 令和3年11月19日現在  |
| 令和5  | 68                              | 36                           | -8                         | 96             | 95              | 令和4年11月18日現在  |
| 令和6  | 61                              | 30                           | -3                         | 88             | 95              | 令和5年11月17日現在  |

### 後期課程（中学校）
| 年度   | 住民基本台帳に よる入学予定者数 | 学区外 児童数 | 他の学区 からの 希望者数 (+) | 他の学区 への 希望者数 (-) | 入学 希望 者数 | 受入可能 生徒数 | 備考                 |
| ------ | ------------------------------- | ------------- | ---------------------------- | -------------------------- | -------------- | --------------- | -------------------- |
| 平成30 | 287                             | 46            | 39                           | -63                        | 309            | 145             | 平成29年11月10日現在 |
| 平成31 | 309                             | 43            | 81                           | -52                        | 381            | 145             | 平成30年11月9日現在  |
| 令和2  | 269                             | 43            | 73                           | -28                        | 357            | 145             | 令和元年11月5日現在  |
| 令和3  | 265                             | 49            | 87                           | -29                        | 372            | 145             | 令和2年11月20日現在  |
| 令和4  | 259                             | 56            | 84                           | -21                        | 378            | 145             | 令和3年11月19日現在  |
| 令和5  | 257                             | 48            | 115                          | -32                        | 388            | 145             | 令和4年11月18日現在  |
| 令和6  | 286                             | 27            | 82                           | -26                        | 369            | 145             | 令和5年11月17日現在  |

## 進路状況

### 平成24年度（高等学校）[12][13][14]
- 都立高校
  - 日比谷、西、国立、小山台、駒場、国際、雪谷、目黒、広尾、田園調布、北園、松原、美原、八潮、大崎、大田桜台、蒲田、桜町、杉並、忍岡、千早、世田谷総合、つばさ総合、総合工業、園芸、第一商業、農業（定時制）、六郷工科、志村学園、港特別支援学校、永福学園
- 私立高校
  - 青山学院、郁文館、上野学園、大森学園、小野学園女子、蒲田女子、関東国際、関東第一、あずさ第一、京華商業、佼成学園、國學院、国際基督教大学、駒澤大学、駒場学園、栄東、実践学園、品川エトワール女子、自由が丘学園、淑徳巣鴨、淑徳、城北、昭和第一、尽誠学園、杉並学院、成蹊、正則、青陵、多摩大学目黒、桐蔭学園、東海大学付属浦安、東海大学付属高輪台、東京学園、東京実業、東京、桐朋女子、東邦大学付属東邦、桐朋、東洋、朋優学院、日本工業大学駒場、日本大学櫻丘、日大荏原、日出、文京学院大学女子、法政大学、法政大学女子、明治学院、明治大学付属中野、目黒学院、保善、立正、早稲田大学、TRY式、中央、町田調理師専門学校、セレジオ工業高等専門学校、武蔵東技能高等専修学校

### 平成27年度入試合格進路先
- 国・公立
  - 上野、永福学園、園芸、大崎、大田桜台、大森、蒲田、北園、蔵前工業、工芸、国際、駒場、小山台、桜町、産業技術高専、忍岡、芝商業、新宿、世田谷総合、第一商業、第三商業、つばさ総合、田園調布、豊島、戸山、晴海総合、日比谷、広尾、深沢、三田、港特別支援、美原、目黒、八潮、雪谷、六郷工科、六本木、東京工業大学付属科学技術、東京学芸大学付属
- 私立
  - SDH昭和第一、青山学院、あずさ第一、郁文館、江戸川女子、大森学園、開成、香川西、関東国際、関東第一、鵠沼、慶應義塾、慶應義塾志木、京華、京華商業、京華女子、佼成学園、國學院、国際文理学院、駒込、駒場学園、実践学園、品川エトワール女子、渋谷教育学園幕張、自由ケ丘学園、修徳、淑徳、順天、城北、正則、正則学園、青稜、専修大学松戸、大智学園、大東学園、大東文化大学第一、多摩大学目黒、中央大学杉並、帝京、東亜学園、桐蔭学園、東海大学付属高輪台、東京、東京女子学園、東洋、豊島学院、日体荏原、日本工業大学駒場、日本大学櫻丘、日本大学第二、日出、広尾学園、文教大学付属、法政大学女子、朋優学院、本郷、明治学院、目黒学院、目白研心、安田学園、立教新座、立正大学付属立正、早稲田大学、早稲田大学本庄

### 平成29年度入試合格進路先（H30.3月卒業生）[15]
- 国・公立
  - 学芸大学附属、青山、永福学園、大崎、大島海洋国際、大田桜台、大森、国際、小山台、忍岡、新宿、世田谷泉、総合芸術、第一商業、竹早、つばさ総合、戸山、西、晴海総合、日比谷、広尾、文京、美原、目黒、八潮、雪谷、六本木
- 私立
  - 郁文館、郁文館グローバル、大森学園、小野学園女子、開成、関東国際、クラーク記念国際、慶應義塾志木、國學院、駒込、駒場学園、サレジオ工業高等専門、実践学園、品川エトワール女子、自由ケ丘学園、成城学園、正則、成立学園、青稜、玉川学園、玉川聖学院、多摩大学目黒、中央大学、桐蔭学園、東海大学付属高輪台、東京、東京音楽大学付属、東京実業、東洋、トキワ松学園、豊島岡女子、二松撃舎大学附属、新渡戸文化、日体荏原、日出、広尾学園、文化学園大学杉並、法政大学国際、宝仙学園、朋優学院、明治学院、目黒学院、目白研心、安田学園、立正大学付属立正、早稲田実業、コロラド・スプリング・スクール
- 県・市立
  - 千葉県立市川工業、川崎市立幸、茨城県立水戸高等特別支援、山口県立防府

### 平成30年度（高等学校）（H31.3月卒業生）[16][17]
- 都立高校
  - 青山、飛鳥、大泉、大崎、大田桜台、大森、科学技術、蒲田、北園、駒場、小山台、芝商業、城東、隅田川、総合工科、総合芸術、第一商業、竹早、千早、つばさ総合、田園調布、戸山、豊多摩、西、白鴎、晴海総合、日比谷、広尾、深沢、水元小合学園、三田、港特別支援学校、南大沢学園、美原、目黒、八潮、雪谷、両国、芦花
- 高等専門学校
  - 産業技術高等専門学校
- 県立高等学校
  - 神奈川県立相原高等学校、島根県立津和野高等学校
- 国立高等学校
  - 東京工業大学附属科学技術、東京学芸大学附属
- 私立高校
  - ISAK JAPAN、青山学院高等部、郁文館、郁文館グローバル、浦和実業、栄東、Ｎ、大宮開成、大森学園、かえつ有明、鎌倉女子、関西創価、小野学園女子、錦城学園、クラーク記念国際、慶應義塾、慶應義塾志木、慶應義塾女子、京華、京華女子、國學院、國學院久我山、駒込、駒沢大学、埼玉栄、実践学園、自由ヶ丘学園、十文字、淑徳巣鴨、城北、女子美術大学付属、朋優学院、杉並学院、正則、正則学園、青稜、玉川聖学院、多摩大学目黒、中央大学、中央大学杉並、中央大学附属、東海大学付属浦安、東海大学付属高輪台、東京、東京学館浦安、東京実業、東洋、トキワ松学園、豊島岡女子、二松學舍大学附属、新渡戸文化、日本音楽、日本学園、日本工業大学駒場、日本大学桜ヶ丘、日本大学鶴ケ丘、日本大学第二、日本体育大学荏原、広尾学園、文京学院大学女子、文教大学付属、保善、堀越、村田女子、明治学院、明治大学付属明治、目黒学院、目黒日本大学、横浜商科大学、立正大学付属立正、立教新座高等学院

### 令和２年度（高等学校）[18]
- 都立高校
  - 園芸、大崎、大田桜台、科学技術、北園、工芸、駒場、小山台、桜町、世田谷総合、竹早、多摩科学技術、千歳丘、田園調布、戸山、晴海総合、日比谷、広尾、三田、向丘、目黒、八潮、六本木、雪谷、芦花
- 高等専門学校
  - 産業技術
- 国立高等学校
  - 御茶の水女子大学附属、東京工業大学附属科学技術
- 私立高校
  - 青山学院高等部、足立学園、郁文館、市川、岩倉、上野学園、栄東、科学技術学園、かえつ有明、蒲田女子高等学壌、関東国際、関東第一、錦城学園、クラーク記念国際、国立音楽大学附属、慶應義塾、慶應義塾女子、京華、國學院、国士舘、駒込、駒場学園、実践学園、品川エトワール、品川翔英、下北沢正徳、自由ヶ丘学園、淑徳、淑徳巣鴨、松陰、昭和第一、杉並学院、成城学園、正則、成立学園、青稜、多摩大学目黒、帝京、東海大学付属浦安、東京、東京音楽大学付属、東京実業、東京成徳大学、東京都市大学等々力、東洋、トキワ松学園、豊島岡女子、日本工業大学駒場、日本体育大学荏原、富士見丘、武相、文京学院大学女子、文教大学付属、法政大学国際、法政大学第二、宝仙学園、朋優学院、北星学園余市、北陸学園北陸、保善、本郷、武蔵野大学付属千代田高等学院、明治学院、目黒学院、目黒日本大学、目白耕心、代々木、立正大学付属立正、立教新座高等学院、早稲田摂陵、早稲田大学本庄高等学院、早稲田大学高等学院

### 令和3年度（令和4年3月卒業）（高等学校）
- 都立高等学校
  - 青山，永福，園芸，大江戸，大崎，大田桜台，大森，蒲田，北園，国際，小山台，桜町，芝商業，城東，千歳丘，つばさ総合，世田谷総合，第一商業，田園調布，西，日比谷，本所，三田，美原，港特別支援，目黒，雪谷，豊多摩，八潮
- 国立高等学校
  - 御茶ノ水大学付属
- 県立高等学校
  - 岩手県立葛巻
- 私立高等学校
  - 青山学院高等部，飛鳥未来，足立学園，郁文館，郁文館グローバル，浦和学院，大森学園，かえつ有明，関西創価，関東第一，錦城学園，慶應義塾，慶應義塾志木，慶應義塾女子，慶應義塾ニューヨーク学院，啓明学園，國學院，國學院久我山，國學院栃木，国際基督教大学，駒沢，駒場学園，済美，栄東，さくら国際，サレジオ工業高等専門学校，品川エトワール，品川翔英，芝浦工業大学付属，実践学園，自由ヶ丘学園，十文字，淑徳，淑徳巣鴨，潤徳女子，昭和鉄道，杉並学院，正則，清心女子，青陵，大東学園，玉川聖学院，多摩大学目黒，中央大学付属横浜，中央大学杉並，天理，東洋大学北京，東亜学園，同志社国際，東海大学付属高輪台，東京，東京音楽大学付属，東京家政大学付属女子，東京成徳大学，東京農業大学第一，東邦音楽大学付属東邦，トキワ松学園，土佐塾，独協埼玉，日本工業大学駒場，日本体育大学荏原，日本大学豊山，日本大学櫻丘，広尾学園，広尾学園小石川，文教大学付属，法政大学第二，法政大学国際，宝仙学園，朋優学院，保善，明治学院，明治大学付属明治，目黒学院，目黒日本大学，目白研心，八雲学園，立教池袋，立教新座，立正大学付属立正，立命館慶祥，ルネッサンス，早稲田大学，早稲田大学系属早稲田実業学校，早稲田大学本庄，N高等学校

### 主要都立高校合格者数
|            | 日 比 谷 | 戸 山 | 西 | 青 山 | 小 山 台 | 駒 場 | 新 宿 | 国 際 | 三 田 | 大 崎 | 雪 谷 |
| ---------- | -------- | ----- | -- | ----- | -------- | ----- | ----- | ----- | ----- | ----- | ----- |
| 平成29年度 | 2        | 1     | 1  | 1     | 4        |       | 1     | 1     | 1     | 4     | 1     |
| 平成30年度 | 2        | 3     | 1  | 2     | 3        | 3     |       |       | 4     | 4     | 3     |
| 令和2年度  | 2        | 2     |    |       | 3        | 2     |       |       | 4     | 4     | 3     |
| 令和3年度  | 1        | 1     | 1  |       | 5        |       | 1     |       | 3     | 5     |       |
| 令和4年度  | 2        |       | 1  | 1     | 2        |       |       | 1     | 1     | 4     | 3     |
| 令和5年度  | 1        |       | 1  | 2     | 6        |       |       |       | 1     | 3     |       |
| 令和6年度  | 1        |       | 1  | 5     | 2        | 1     |       | 1     | 6     | 9     | 4     |

### 主要私立高校合格者数
|            | 青 山 学 院 | 慶 應 義 塾 | 慶 應 義 塾 志 木 | 慶 應 義 塾 女 子 | 國 學 院 | 国 際 基 督 教 大 学 | 国 士 舘 | 品 川 翔 英 | 青 稜 | 帝 京 | 東 京 音 楽 大 学 付 属 | 法 政 大 学 国 際 | 法 政 大 学 第 二 | 朋 優 学 院 | 明 治 学 院 | 目 黒 学 院 | 目 黒 日 本 大 学 | 早 稲 田 摂 陵 | 早 稲 田 実 業 | 早 稲 田 大 学 本 庄 | 早 稲 田 大 学 高 等 学 院 |
| ---------- | ----------- | ----------- | ----------------- | ----------------- | -------- | -------------------- | -------- | ----------- | ----- | ----- | ----------------------- | ----------------- | ----------------- | ----------- | ----------- | ----------- | ----------------- | -------------- | -------------- | -------------------- | -------------------------- |
| 平成29年度 | 2           |             | 1                 | 1                 | 4        |                      |          | -           | 4     |       | 1                       |                   |                   | 15          | 4           | 3           |                   |                | 1              |                      |                            |
| 平成30年度 | 2           | 2           | 1                 | 1                 | 6        |                      |          | -           | 6     |       |                         |                   |                   | 15          | 3           | 14          |                   |                |                |                      |                            |
| 令和2年度  | 1           | 2           |                   | 1                 | 4        |                      | 1        | 4           | 8     | 2     | 1                       | 2                 | 1                 | 4           | 1           | 11          | 5                 | 1              |                | 1                    | 1                          |
| 令和3年度  | 1           |             |                   |                   | 2        | 1                    |          | 21          | 4     |       |                         | 1                 |                   | 4           | 2           | 8           | 8                 |                |                | 1                    | 1                          |
| 令和4年度  | 4           | 2           | 3                 | 1                 | 7        | 3                    |          | 3           | 2     |       | 1                       | 2                 | 2                 | 1           | 3           | 20          | 3                 |                | 1              | 6                    | 1                          |